# Ankylocythere cubensis
Ankylocythere cubensis är en kräftdjursart som först beskrevs av Rioja 1955.  Ankylocythere cubensis ingår i släktet Ankylocythere och familjen Entocytheridae. Inga underarter finns listade i Catalogue of Life.